# 北海道エコ・動物自然専門学校
北海道エコ・動物自然専門学校（ほっかいどうエコどうぶつしぜんせんもんがっこう）とは北海道恵庭市恵み野西5丁目10-4にある専門学校。運営は学校法人滋慶学園。

## 沿革
2002年9月に専門学校の設置を北海道知事に申請し、11月に北海道知事より設置認可された。2003年4月に北海道ハイテクノロジー専門学校から道内初の動物専門学校として「北海道エコ・コミュニケーション専門学校」を独立開校する形となり、ペットビジネス学科を移管。2006年4月に動物実習施設のエコ動物学園（エコ動物園に2014年改称）が完成。2012年4月に「北海道エコ・動物自然専門学校」に改称。2021年に学校法人産業技術学園が学校法人滋慶学園と合併改称し、学校法人滋慶学園の運営となった。

### 年表
- 2002年（平成14年）- 専門学校の設置を北海道知事に申請し設置認可[2]。
- 2003年（平成15年）- 北海道エコ・コミュニケーション専門学校が開校、アウトドア学科を開設[2]。
- 2006年（平成18年）- エコ動物学園が完成、アウトドア学科を観光サービス学科に改称、ペットビジネス専攻科を新設[2]。
- 2010年（平成22年）- 日本語学科、第二日本語学科を新設[2]。
- 2012年（平成24年）- 北海道エコ・動物自然専門学校に校名変更、ペットビジネス学科をペット学科に改称、動物看護師学科と動物自然学科を開設、第二日本語学科を廃科[2]。
- 2013年（平成25年）- 日本語学科を北海道ハイテクノロジー専門学校に移行、ペットビジネス専攻科を廃科[2]。
- 2014年（平成26年）- 観光サービス学科を廃科、動物実習施設の「エコ動物学園」を「エコ動物園」に改称と施設改良工事が完成[2]。
- 2021年（令和3年）- 動物看護師学科とペット学科を統合し動物看護・ペット学科に改称。動物自然学科を動物飼育学科に[3]、動物看護・ペット学科を総合ペット学科に改称[3]、道内初となる動物看護師学科を新設[2]。
- 2022年（令和4年）- 総合ペット学科を新設[3]。
- 2023年（令和5年）- 動物医療飼育学科を新設[3]。

## 設置学科
- 動物医療飼育学科（4年制）[4]
  - 愛玩動物看護師コース - 2年次から選択[5]。
  - 希少生物保全コース - 3年次から選択[5]。
- 動物看護師学科（3年制）[4]
- 総合ペット学科（3年制）[4]
  - トリマー[6]
  - ドッグトレーナー[7]
- 動物飼育学科（2年制）[4]

## 施設
- エコ動物園[8] - 道内の専門学校で唯一の動物実習施設[9]。
- 野生生物生息域外保全センター - 敷地内に日本初の施設[9]。
- 放飼場 - 大型動物を飼育する野外施設[9]。
- ドッグトレーニングルーム - 屋内の大型実習室[9]。
- ドッグルーム[9]
- 臨床看護実習室 - 処置室、手術室、レントゲン室などがある施設[9]。
- キャットルーム[9]
- トリミングルーム[9]
- アクアルーム - 60以上の水槽がある施設で、ネイチャーアクアリウムは学生が管理[9]。
- スモールアニマルルーム - ウサギやインコなど小動物がいる施設[9]。
- レプタイルズルーム - 爬虫類・両生類がいる施設[9]。

## 交通アクセス
鉄道
- JR千歳線恵み野駅東口より徒歩12分。

バス
- えにわコミュニティバス（ecoバス）循環Bコース「図書館」停留所下車、徒歩3分。

## 姉妹校
- 北海道ハイテクノロジー専門学校